# Манастир Острог
Манастир Острог је манастир Српске православне цркве смјештен уз скоро вертикалну литицу, високо на планини Острошка греда у Црној Гори. Посвећен је Светом Василију Острошком. Манастир Острог се састоји од Горњег и Доњег манастира.
Старешина манастира је архимандрит Сергије (Рекић) са братством на челу од 2022. године. Манастир Острог је најпопуларније ходочасничко мјесто у Црној Гори.

## Историја
Налази се на подручју Бјелопавлића, припада општини Даниловград и смјештен је у окомитој стијени, са које се пружа поглед на равницу Бјелопавлића. Основао га је херцеговачки митрополит Василије у 17. вијеку који је ту и сахрањен, а касније је и канонизован. Он је Светац Чудотворац. Тијело му почива у ћивоту у пећинској цркви. Манастир Острог спада међу најпосјећеније у југоисточној Европи. У њега долазе вјерници свих религија из свих крајева свијета.

### Изградња
Манастир Острог је изграђен на мјесту најудаљенијих пећинских испосница у којима се подвизавао Свети Исаија од Оногошта, који је у острошким литицама већ био изградио пећинску црквицу Ваведења Пресвете Богородице, тада још увијек без икаквог манастирског имања. Доласком Светог Василија који је обилазио мјеста погодна за испоснички живот и тражио своје ново митрополитско сједиште изабрао је ове тешко приступачне испоснице за изградњу будућег манастира.

#### Горњи манастир
Испосничка пећина преподобног Исаије Оногошког је озидана у цркву Часнога крста, а у међувремену је обновљена и стара пећинска црквица Ваведења Пресвете Богородице. У склопу манастира се налази и параклис посвећен светом Исаији од Оногошта.
У једној од цркава горњег манастира се налази натпис: "...сагради се сија свјатаја и свјаштенаја церков, во име часнаго и животворјашчаго креста во љето 7170. года, (1662. г. од Христова рођења) а пописа се в љето 7175. (1667.) са благословенијем всеосвјаштенаго митрополита Захумскаго Кије Василије, трудом и подвигом и платоју јеромонаха игумана Исаија ва унук перваго свјатаго и преподобнаго оца нашего Исаије, од Оногошта от села Попе. Бог да их прости, иже почеше и савршише.".
Црква Св. Ваведења (у доњем манастирском нивоу) је осликана фрескама крајем 17. вијека. Црква Часног Крста се налази у горњем манастирском нивоу и њу је живописао мајстор Радул прилагођавајући фреске природном облику стијена. Око цркве су конаци и заједно чине објекат складно сједињеним са природним амбијентом.
Гувернадур Јован Радоњић је у тестаменту од 4. јануара 1804. манастиру Острог приложио два цекина и  књигу Службе Сербскијех Светитељах.
Када је 1878. године створена Захумско-рашка епархија, манастир Острог је одређен за њено привремено средиште, до уређења владичанске резиденције у Никшићу. Манастир је остао у саставу Захумско-рашке епархије све до 1931. године, када је ова епархија укинута и прикључена Митрополији црногорско-приморској у чијем се саставу налази и данас.

#### Доњи манастир
Бринући се не само о молитвеним и богослужбеним потребама братије, Свети Василије се побринуо и да обезбиједи изворе хране и приходе за житеље манастира, откупљујући земљу од сељака и гдје је Владика подигао један конак за млађе калуђере. Тако је створено језгро Доњег манастира са повеликим комплексом манастирског имања састављеног од шума и ораница.
Црква Свете Тројице која се налази у средишту Доњег манастирског комплекса, задужбина је настојатеља острошкога, архимандрита Јосифа Павићевића из 1824. године, подигнута уз помоћ парохијана Бјелопавлића и Пјешиваца, по благослову тадашњег Митрополита Црне Горе, Петра Првог Петровића Његоша, познатијег као Свети Петар Цетињски.

### 20. и 21. вијек
Сам манастир је обновљен 1923—1926. године, послије пожара 1/2. јуна 1923, којег су биле поштеђене пећинске црквице. Оне представљају главну споменичку вриједност. До 1991. године игуман је био Серафим Кашић.
Године 2000. игуман манастира отац Лазар изградио је острошки скит Јован До у близини Никшића, гдје се монаси манастира Острог повлаче по извршењу манастирских послушања. У овом скиту се у миру, без ходочасника и туриста, обавља активан литургијски живот, праћен молитвеним тиховањем и послушањем везаним за вјештине дубореза и иконописа.
На заравни изнад Доњег манастира 2004. године подигнута је и Црква Светог мученика Станка у којој су пренијете његове нетрулежне руке из острошке црквице Часнога Крста. Мученик Станко (Алексић) је био чобан кога су Турци мучили и убили 1712. године, јер им није казао гдје су сакривене мошти Светог Василија, које су Црногорци били склонили из манастира због страха од напада Турака на манастир и спаљивања његових мошти. Након откопавања његовог гроба руке Светог мученика Станка су биле очуване.
Током 2013. и 2014. године у порти Горњег манастира урађене су бројне грађевинске интервенције које су цијелом комплексу манастира дале нови сјај. На улазу у порту направљена је тродјелна капија, а читаво двориште је поплочано обрађеним каменим плочама које су у појединим дјеловима у виду мозаика. Урађено је и поплочавање степеника и стазе која води до двије цркве горњег манастира. На простору и Горњег и Доњег манастира на различитим позицијама урађени су бројни мозаици са ликовима светитеља.

## Старешине манастира
- Серафим Кашић, (1967—1991)
- Лазар Аџић, (1991—2000)
- Јован Пурић, (2001—2004)
- Мирон Косаћ, (2004—2021)
- Сергије Рекић, (2022—тренутни)

## Галерија
- Манастир Острог
- Црква св. мученика Станка
- Поглед на горњи манастир
- Крст изнад горњег манастира
- Фреска у стени Свети Исаије
- Поглед одоздо
- Доњи манастир